# Culture Owasco
La culture Owasco est une culture amérindienne ayant existé dans les années 1000 à 1300. Des fouilles archéologiques ont notamment mis au jour l'existence de la culture Owasco près du village québécois de Notre-Dame-de-l'Île-Perrot.